# フィールツ・パウリ理論
フィールツ・パウリ理論 (Fierz-Pauli theory) は、質量を持つスピン-2場を記述する物理学の理論である。有質量重力理論の線型近似であり、質量を持つ重力子に対応する古典論であると考えられている。1939年にen:Markus Fierzとヴォルフガング・パウリによって提案され、その後の修正重力理論の研究の基礎となった。

## 概要
ミンコフスキ時空上の2階対称テンソル場 {\displaystyle h_{\mu \nu }(x)} について考える。一般相対論的な重力場は線型近似のもとで一般座標変換対称性に対応するゲージ変換
{\displaystyle h_{\mu \nu }\mapsto h'_{\mu \nu }=h_{\mu \nu }+\partial _{\mu }\xi _{\nu }+\partial _{\nu }\xi _{\mu }}
({\displaystyle \xi _{\mu }} は任意のベクトル場) に関する不変性を持つ。{\displaystyle \partial _{\alpha }h_{\mu \nu }} の2次の項で構成される作用でこのゲージ不変性を持つものは
{\displaystyle S_{\mathrm {lin} }=\int \left({\frac {1}{4}}\partial _{\rho }h_{\mu \nu }\partial ^{\rho }h^{\mu \nu }-{\frac {1}{2}}\partial _{\rho }h_{\mu \nu }\partial ^{\nu }h^{\rho \mu }+{\frac {1}{2}}\partial _{\mu }h^{\mu \nu }\partial _{\nu }h-{\frac {1}{4}}\partial _{\mu }h\partial ^{\mu }h\right)d^{4}x}
という形のものに限られる ({\displaystyle h=\eta ^{\mu \nu }h_{\mu \nu }} はトレース)。この作用にFierz-Pauli質量項を加えたものがFierz-Pauli理論の作用である。
{\displaystyle S_{\mathrm {FP} }=\int \left\{{\frac {1}{4}}\partial _{\rho }h_{\mu \nu }\partial ^{\rho }h^{\mu \nu }-{\frac {1}{2}}\partial _{\rho }h_{\mu \nu }\partial ^{\nu }h^{\rho \mu }+{\frac {1}{2}}\partial _{\mu }h^{\mu \nu }\partial _{\nu }h-{\frac {1}{4}}\partial _{\mu }h\partial ^{\mu }h-{\frac {1}{4}}m_{g}^{2}\left(h_{\mu \nu }h^{\mu \nu }-h^{2}\right)\right\}d^{4}x}
なお、この質量項について、第2項 {\displaystyle h^{2}} の係数を第1項と同じ大きさ, 反対の符号に選ばなければければゴーストが生じることがFierz & Pauli (1939) によって指摘されている。Fierz-Pauli場の運動方程式は、この作用に対応するオイラー＝ラグランジュ方程式として得られる
{\displaystyle \Box h_{\mu \nu }-(\partial _{\mu }\partial _{\rho }h^{\rho }{}_{\nu }+\partial _{\nu }\partial _{\rho }h^{\rho }{}_{\mu })+\eta _{\mu \nu }\partial _{\rho }\partial _{\sigma }h^{\rho \sigma }+\partial _{\mu }\partial _{\nu }h-\eta _{\mu \nu }\Box h-m_{g}^{2}(h_{\mu \nu }-\eta _{\mu \nu }h)=0}
である。
質量を持つFierz-Pauli場 {\displaystyle m_{g}\neq 0} について、その運動方程式の勾配およびトレースからFierz-Pauli場 {\displaystyle h_{\mu \nu }} はtransverse-traceless条件を満足することが導かれる。
{\displaystyle \partial ^{\mu }h_{\mu \nu }=0,\ \ h=0}
それ故に、結局 {\displaystyle h_{\mu \nu }} はクライン–ゴルドン方程式と同じ形の方程式
{\displaystyle (\Box -m_{g}^{2})h_{\mu \nu }=0}
を満足することになる。対応して、2階対称テンソル {\displaystyle h_{\mu \nu }} には10個の独立な成分が存在するが、Fierz-Pauli場にはtransverse条件 {\displaystyle \partial ^{\mu }h_{\mu \nu }=0} が4つの、traceless条件 {\displaystyle h=0} が1つの条件を課すため、Fierz-Pauli場はスピン-2つまり5自由度の場となる。
一方、線型化されたアインシュタイン方程式に対応する {\displaystyle m_{g}=0} (massless極限) の場合、運動方程式からはtransverse-traceless条件が導かれないものの、上述のゲージ対称性が回復し、Fierz-Pauli場の物理的な自由度は重力波に対応する2へと削減される。

## 性質

### 物質場との結合
物質場が存在する場合、一般相対論の場合と同様にFierz-Pauli場は物質場とそのエネルギー・運動量テンソル {\displaystyle T_{\mu \nu }} を通じて結合する。
{\displaystyle S_{\mathrm {mat} }={\frac {\tilde {\kappa }}{2}}\int d^{4}x\,h^{\mu \nu }T_{\mu \nu }}
ここに {\displaystyle {\tilde {\kappa }}} は結合定数である。対応して、Fierz-Pauli場の運動方程式には右辺に物質場に対応するソース項が生じることになる。
このとき、物質場に関するエネルギー・運動量保存則 {\displaystyle \partial ^{\mu }T_{\mu \nu }=0} のために運動方程式からtransverse条件
{\displaystyle \partial ^{\mu }h_{\mu \nu }-\partial _{\nu }h=0}
が得られるものの、場のトレース {\displaystyle h} はゼロではなく、エネルギー・運動量テンソルからそれを代数的に定める関係式
{\displaystyle -3m^{2}h={\frac {\kappa }{2}}T}
が導かれる。このとき、Fierz-Pauli場の運動方程式は
{\displaystyle (\Box -m_{g}^{2})h_{\mu \nu }=-{\frac {\tilde {\kappa }}{2}}\left(T_{\mu \nu }-{\frac {1}{3}}\eta _{\mu \nu }T+{\frac {1}{3m_{g}^{2}}}\partial _{\mu }\partial _{\nu }T\right)}
と書き直すことができ、右辺をまとめて {\displaystyle S_{\mu \nu }} と置くと、クライン-ゴルドン方程式のグリーン関数 {\displaystyle \Delta (x-x')} を用いた解の表示
{\displaystyle h_{\mu \nu }(x)=\int d^{4}x'\,\Delta (x-x')S_{\mu \nu }(x')}
を与えることができる。

### vDVZ不連続性
一般相対論において、計量テンソル {\displaystyle g_{\mu \nu }(x)} はアインシュタイン・ヒルベルト作用
{\displaystyle S_{\mathrm {EH} }={\frac {1}{2}}\int R{\sqrt {-g}}d^{4}x}
から導かれるアインシュタイン方程式に従う。時空が平坦に近いと仮定し、計量テンソルをミンコフスキ計量 {\displaystyle \eta _{\mu \nu }} からの摂動
{\displaystyle h_{\mu \nu }(x):=g_{\mu \nu }(x)-\eta _{\mu \nu }}
という形に表示するとき、Einstein-Hilbert作用を摂動場 {\displaystyle h_{\mu \nu }} について展開し2次の項までを残すと、部分積分によりFierz-Pauli理論の作用から質量項を除いたものに帰着する。それ故に、Fierz-Pauli理論のゼロ質量極限は一般相対論の弱場近似に帰着すると期待される。
しかしながら、Fierz-Pauli場がゼロ質量であるかどうかにより理論の性質が不連続に変化することがYoichi Iwasaki, およびHendrik van Dam & en:Martinus J. G. VeltmanそしてValentin I. Zakharov によって1970年に指摘された。つまり、質量0の Fierz-Pauli 理論と質量正の Fierz-Pauli 理論には定性的な差異があり、後者のゼロ質量の極限として前者が得られる訳ではない。この性質は vDVZ 不連続性として知られる。
具体的に、Fierz-Pauli場と物質場の有効相互作用 {\displaystyle S_{\mathrm {eff} }={\frac {\tilde {\kappa }}{2}}\int d^{4}x\,h_{\mu \nu }(x)T^{\mu \nu }} について考える。前小節のグリーン関数解を代入して整理することで、伝搬関数 {\displaystyle \Delta _{\mu \nu \rho \sigma }} を用いた表式
{\displaystyle S_{\mathrm {eff} }={\frac {\tilde {\kappa }}{2}}\int d^{4}x\,d^{4}x'\,T^{\mu \nu }(x)\Delta _{\mu \nu \rho \sigma }(x-x')T^{\rho \sigma }(x')}
が得られるが、運動量空間で書き直すと
{\displaystyle S_{\mathrm {eff} }={\frac {\tilde {\kappa }}{2}}\int {\frac {d^{4}k}{(2\pi )^{4}}}\,T^{\mu \nu }(-k)D_{\mu \nu \rho \sigma }(k)T^{\rho \sigma }(k)}
{\displaystyle D_{\mu \nu \rho \sigma }(k)=\left[{\frac {1}{2}}\left(\eta _{\mu \rho }\eta _{\nu \sigma }+\eta _{\mu \sigma }\eta _{\nu \rho }\right)-{\frac {1}{3}}\eta _{\mu \nu }\eta _{\rho \sigma }\right]\left({\frac {-i}{k^{2}+m_{g}^{2}-i\epsilon }}\right)}
となる。これは極限 {\displaystyle m_{g}\to 0} のもとで、ゼロ質量の場合の伝搬関数
{\displaystyle D_{\mu \nu \rho \sigma }^{(0)}(k)={\frac {1}{2}}\left(\eta _{\mu \rho }\eta _{\nu \sigma }+\eta _{\mu \sigma }\eta _{\nu \rho }-\eta _{\mu \nu }\eta _{\rho \sigma }\right)\left({\frac {-i}{k^{2}-i\epsilon }}\right)}
を再現しない。
この結果、例えばFierz-Pauli理論に基づく太陽による光の曲がり角の予測は {\displaystyle \Delta \theta ={\frac {3GM_{\odot }}{R_{\odot }}}} ({\displaystyle G} は重力定数、{\displaystyle M_{\odot }} は太陽の質量、{\displaystyle R_{\odot }} は太陽の半径) であり、一般相対論に基づく曲がり角 {\displaystyle \Delta \theta ={\frac {4GM_{\odot }}{R_{\odot }}}} とは食い違う。